# 酆悌
酆悌（1903年8月30日—1938年12月18日），字力餘，湖南湘阴人，復興社十三太保之一，中华民国国民革命军高级将领。
酆悌1924年考入黄埔军校一期，就读期间经宋希濂介绍加入中国国民党。1926年被任命为国民革命军第一军第一师政治部主任。酆后出任力行社书记，成为蒋介石亲信之一，后因参与密谋刺杀汪精卫，被调离出国，任驻德国少将衔武官。1936年，酆回国后进入军事委员会委员长侍从室，负责政治工作，后再度卷入刺杀张群事件，被调出侍从室。
据称酆悌在四一二事变期间曾纵容部下私下释放周恩来。此事后为戴笠密报蒋介石，导致蒋对其信任不再。
抗日战争爆发后，1938年，酆被派往常德，任湖南省第二行政督察区行政督察专员兼保安司令。9月，又被任命为长沙警备司令部司令。11月12日，酆悌奉命准备在长沙实施“焦土抗战”，以堅壁清野，不料當天深夜南門外傷兵醫院不慎失火，警备第二团士兵误作纵火信号，导致长沙在毫无预警的情况下被烧毁大量房屋，造成严重人员伤亡和经济损失，史稱“文夕大火”。11月16日，蒋介石由韶关飞临长沙，下令严惩肇事人员。12月18日，酆悌作为直接责任人，被公审后與徐昆、文重孚等三人枪决于长沙。另有一說酆悌之死是冤案，只是代人受過。